# Trickster (singel Nany Mizuki)
Trickster – osiemnasty singel japońskiej piosenkarki Nany Mizuki, wydany 1 października 2008. Utwory DISCOTHEQUE i Trinity Cross zostały użyte kolejno jako opening i ending anime Rosario + Vampire season II. Singel osiągnął 2 pozycję w rankingu Oricon i pozostał na liście przez 19 tygodni, sprzedał się w nakładzie 82 297 egzemplarzy. Osiągnął status złotej płyty.

## Lista utworów
| Nr | Tytuł           | Słowa             | Kompozycja        | Aranżacja         | Czas |
| -- | --------------- | ----------------- | ----------------- | ----------------- | ---- |
| 1. | „Trickster”     | Nana Mizuki       | Noriyasu Agematsu | Noriyasu Agematsu | 3:45 |
| 2. | „DISCOTHEQUE”   | Ryōji Sonoda      | Noriyasu Agematsu | Noriyasu Agematsu | 3:57 |
| 3. | „Trinity Cross” | Chiyomaru Shikura | Chiyomaru Shikura | Hitoshi Fujima    | 4:26 |

## Notowania
| Lista                       | Pozycja |
| --------------------------- | ------- |
| Oricon Weekly Singles Chart | 2       |
| CDTV                        | 3       |

## Nagrody
- 2019: Heisei Anison Taishō – „DISCOTHEQUE” – piosenka wykonana przez niezależnego artystę (lata 2000–2009)[3]